# Saurolophorkis
Saurolophorkis is een geslacht van orchideeën uit de onderfamilie Epidendroideae.
Het zijn tropische orchideeën die endemisch zijn in Nieuw-Guinea.

## Taxonomie
Saurolophorkis werd in 2001 door Margońska en Szlachetko voor het eerst beschreven.
Het geslacht telt twee soorten.

### Soorten
- Saurolophorkis bisepala (Gilli) Ormerod ex Szlach. & Marg. (2001)
- Saurolophorkis cordanthemon Marg. & Szlach. (2001)